# 日沼倫太郎
日沼 倫太郎（ひぬま りんたろう、本名：生沼正三、1925年7月3日 - 1968年7月14日）は、日本の文芸評論家。
栃木県下都賀郡（現・小山市）生まれ。国際電気通信株式会社講習所に学ぶ。1944年朝鮮に赴任。戦後は通信技官、日本電信電話公社社員。そのかたわら文芸評論家として活動した。
1968年7月14日、心筋梗塞のため千葉県柏市の病院で死去。戒名は正教院法文信士。

## 著書
- 文学の転換 南北社 1964
- 現代作家論 南北社 1966
- 現代作家案内 1967 三一新書
- 純文学と大衆文学の間 弘文堂新社 1967
- 偏見の美学 古典と批評 日沼倫太郎評論集 桜楓社 1967
- 病める時代 番町書房 1967
- 我らが文明の騒音と沈黙 日沼倫太郎評論集 新潮社 1970
- 自殺者の系譜 日沼倫太郎遺稿集 豊島書房 1971
- 文学の転換 日本図書センター 1992.3 近代文芸評論

## 参考
- 日本近代文学大事典（講談社）